# Marcel Boyron
Pour les articles homonymes, voir Boyron.
Marcel Boyron est un footballeur professionnel français, né le 8 avril 1951 à Alès et mort le 25 avril 2015 à Nîmes. Il évoluait au poste d'attaquant.
Né à Alès, il rejoint le Nîmes Olympique en 1970 pour y rester 8 saisons. Il y est sacré Vice-champion de France en 1972, et participe à deux parcours du club en Coupe UEFA.
En 1978, il rejoint le club autrichien du Sturm Graz.
Il meurt dans la nuit du 24 avril 2015 des suites d'une longue maladie.

## Palmarès
- Vice-champion de France en 1972 avec le Nîmes Olympique
- Vainqueur de la Coupe des Alpes en 1972 avec le Nîmes Olympique